# Weatherly Building
El Weatherly Building es un edificio de oficinas comerciales en Portland (Estados Unidos). Tiene 12 pisos y fue construido entre 1927 y 1928 por el empresario de helados George Warren Weatherly.
Según una fotografía fechada el 21 de diciembre de 1927, en poder de la Biblioteca del Congreso como parte de la colección del Servicio de Edificios Históricos de Estados Unidos (etiquetada como "Stevens Commercial Photographers"), el edificio fue diseñado por los arquitectos Sutton & Whitney y Lee Thomas, y fue construido por los contratistas generales Robertson Hay & Wallace. Está catalogado como una propiedad de contribución secundaria en el distrito histórico de East Portland Grand Avenue.

## Fondo
El negocio de la lechería de Weatherly comenzó con un congelador de segunda mano en una pequeña tienda de dulces en 1890 y creció hasta producir aproximadamente el 90 % de las ventas de helados de Oregón. Se le "acreditó localmente" por haber inventado el cono de helado y por haber sido "el principal ciudadano del lado este en las décadas de 1920 y 1930". El edificio ayudó a desarrollar el llamado "distrito de la parte alta" y tenía una heladería en su planta baja. Un empleado de Weatherly's, F. A. Bruckman, inventó y patentó la primera máquina exitosa de fabricación de conos.

## Arquitectura
El Weatherly Building tiene adornos neorrománicos de ladrillo y terracota, incluida una galería de arcos cerca del techo. Fue "uno de los primeros edificios de gran altura al este del río, con 12 pisos que se elevan sobre el puente Morrison". Hay 3 ascensores y dos áticos en la azotea.
El operador de cine Walter Eugene Tebetts convenció a Weatherly para que construyera el Teatro Oriental junto al Weatherly. Fue diseñado por Lee Thomas y Albert Mercier, quienes también diseñaron muchos otros cines en el Noroeste del Pacífico. El teatro grande y ornamentado era el segundo más grande del área, detrás del Teatro Portland. Fue demolido en 1970 para dar paso a un estacionamiento. El edificio y el teatro costaron 1,5 millones de dólares.

## Propiedad y ocupantes
The Weatherly vendió en 2002 a Mayfield Investment en Palo Alto por 7,4 millones de dólares. Anteriormente fue propiedad de Landmark Investments, quien lo poseyó desde 1984.
Los inquilinos de Weatherly han incluido Burns Bros. Inc., Kerr Violin Shop, Bank of America, Masaje para parejas Aqua Terra, Grand Jete Café, Portland Running Company, Lensbaby, Stand for Children, Archscape Architecture.

## Galería

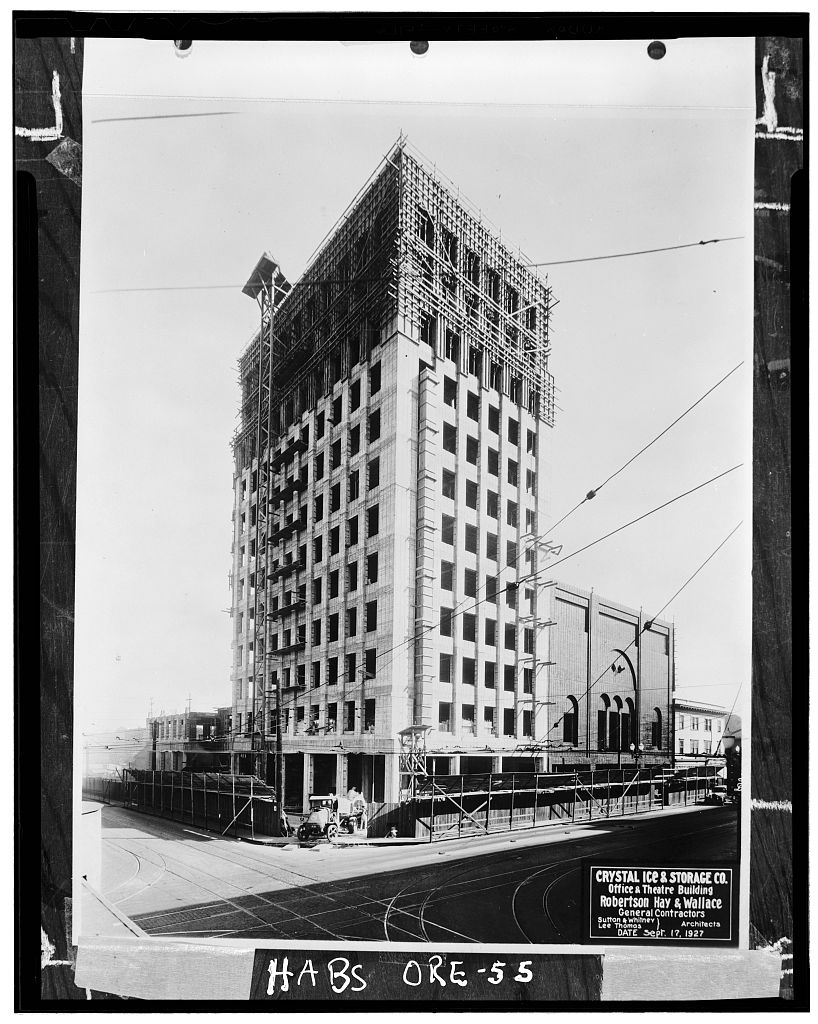
Construcción, 1927
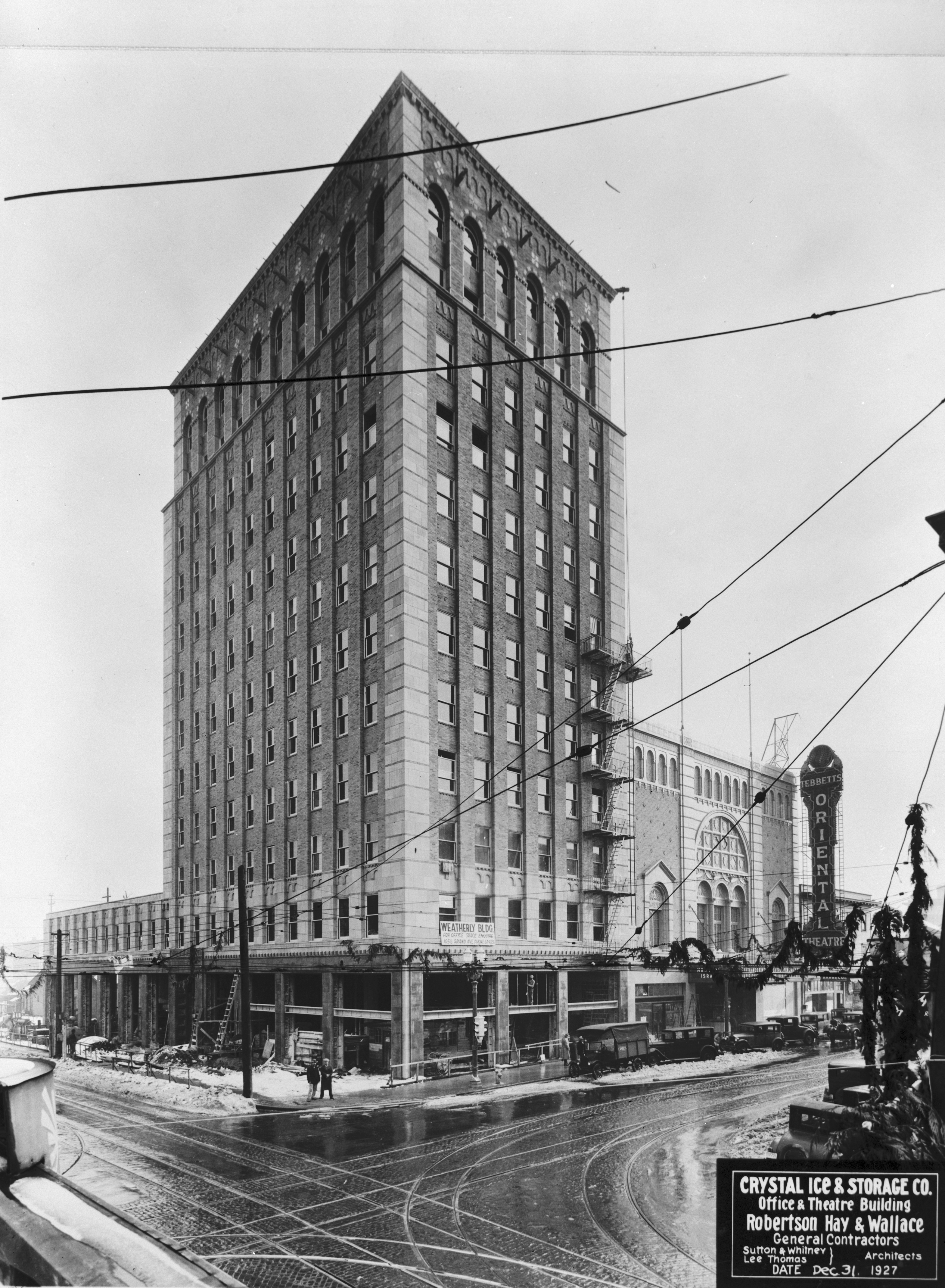
En 1927
En 1969
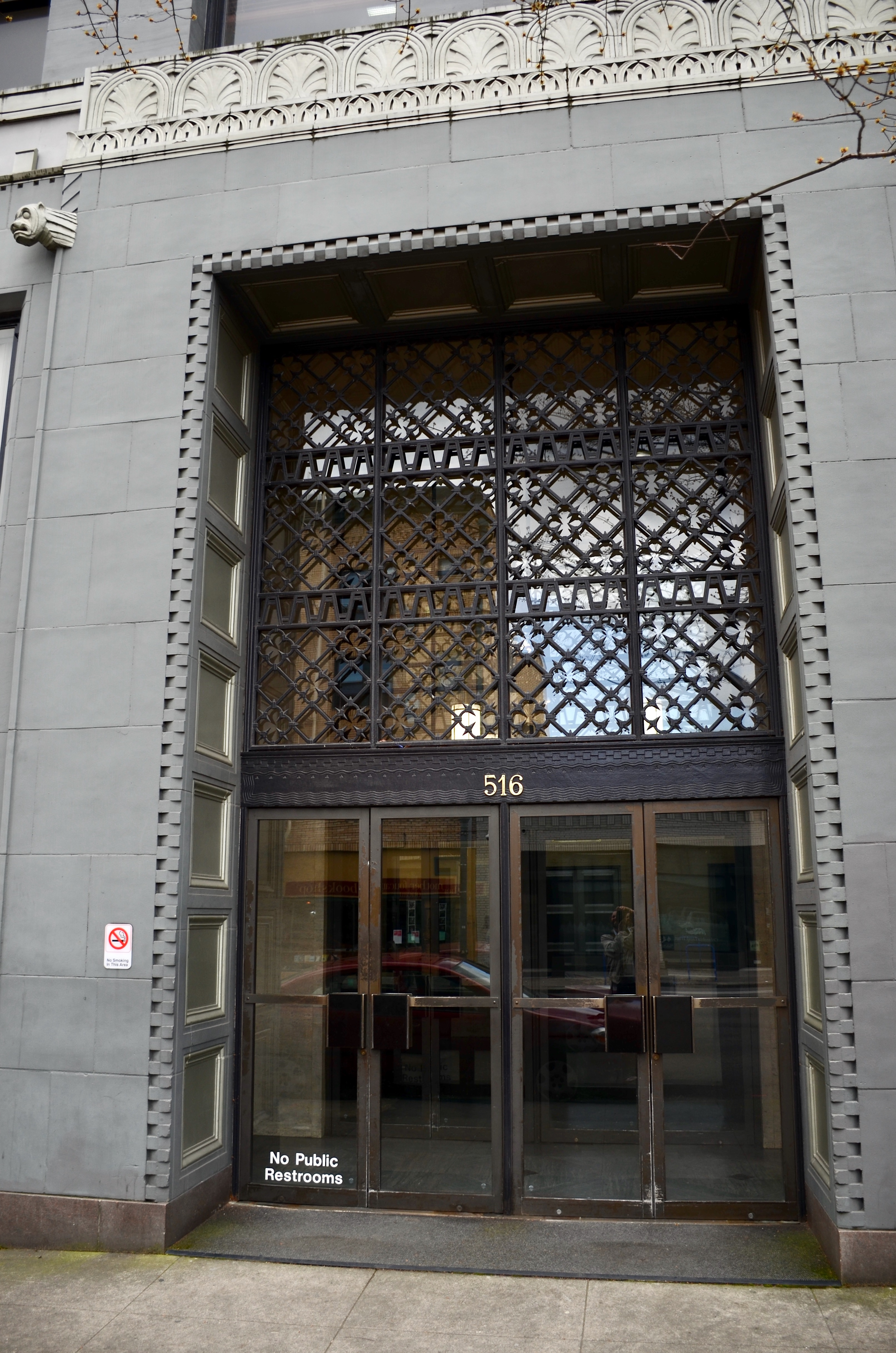
Entrada principal
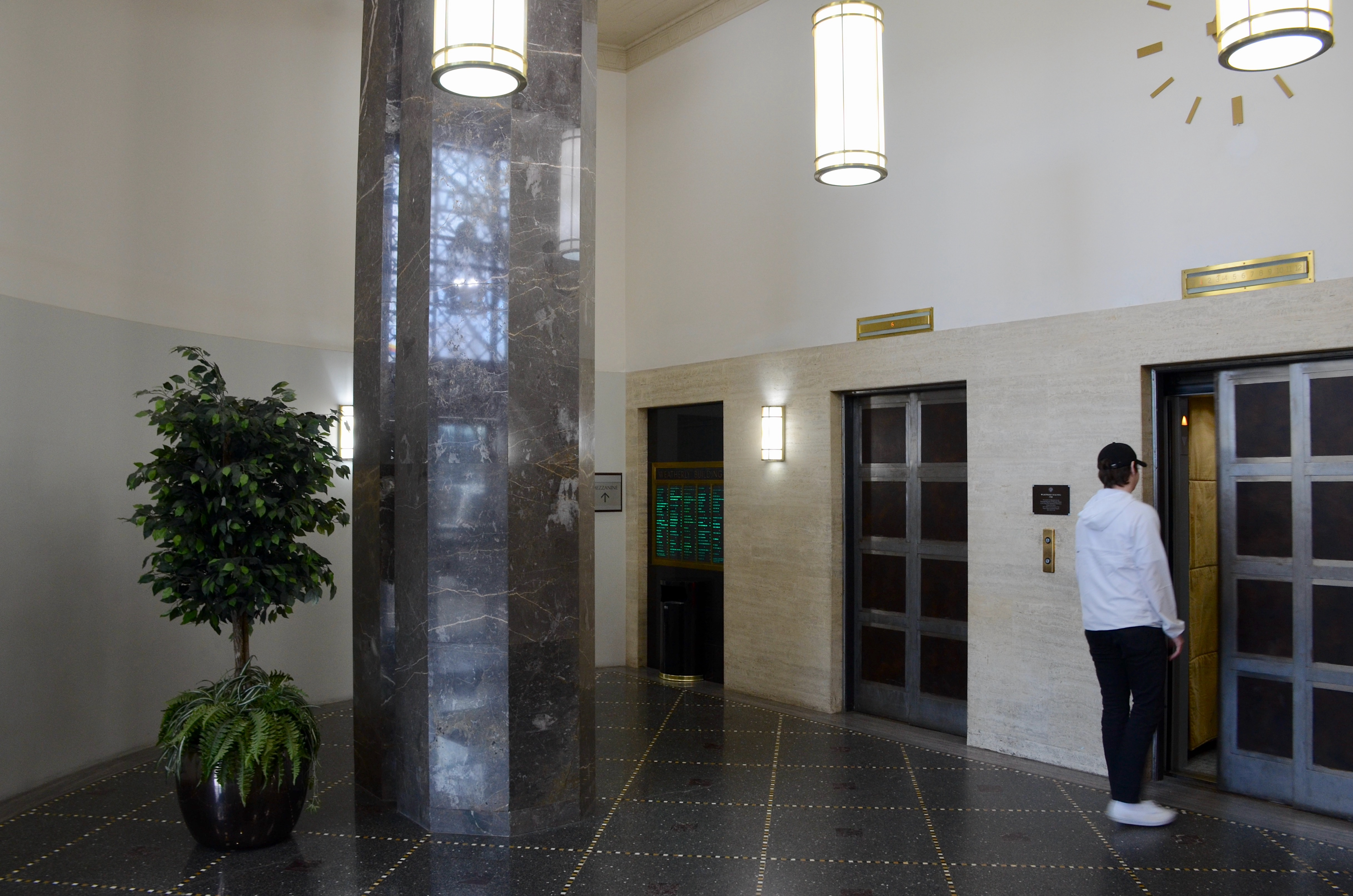
Vestíbulo
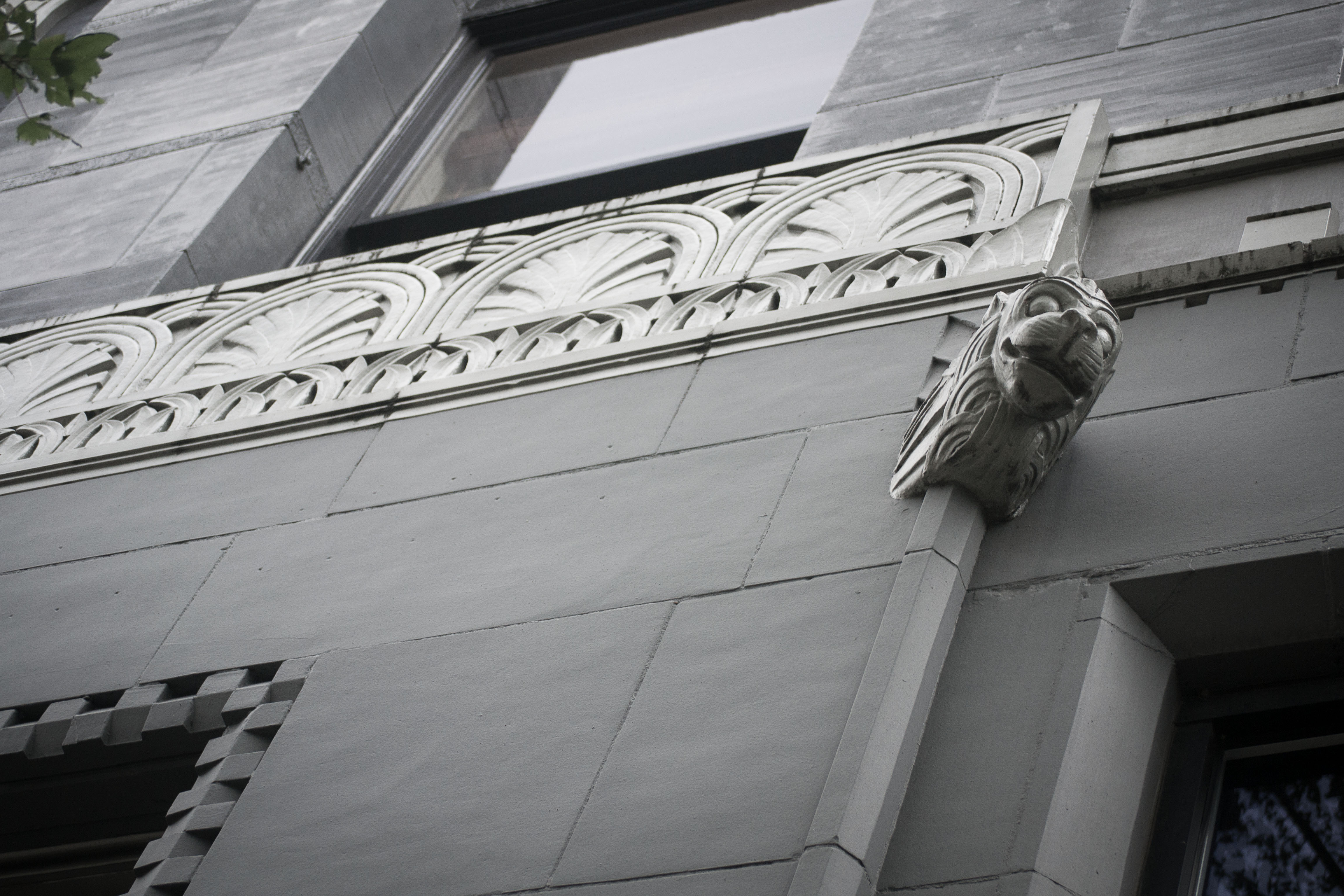
Detalle de la fachada
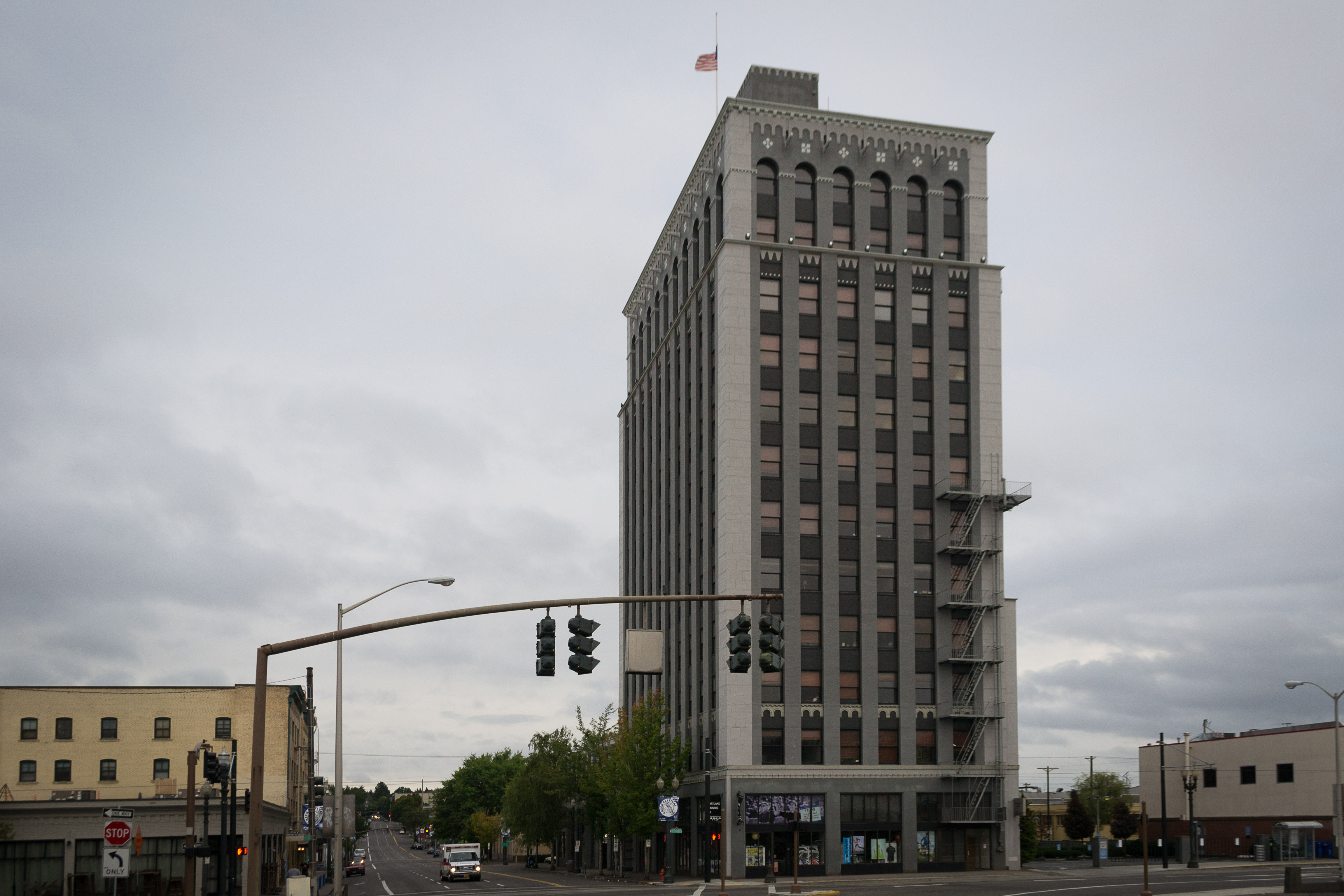
En 2013
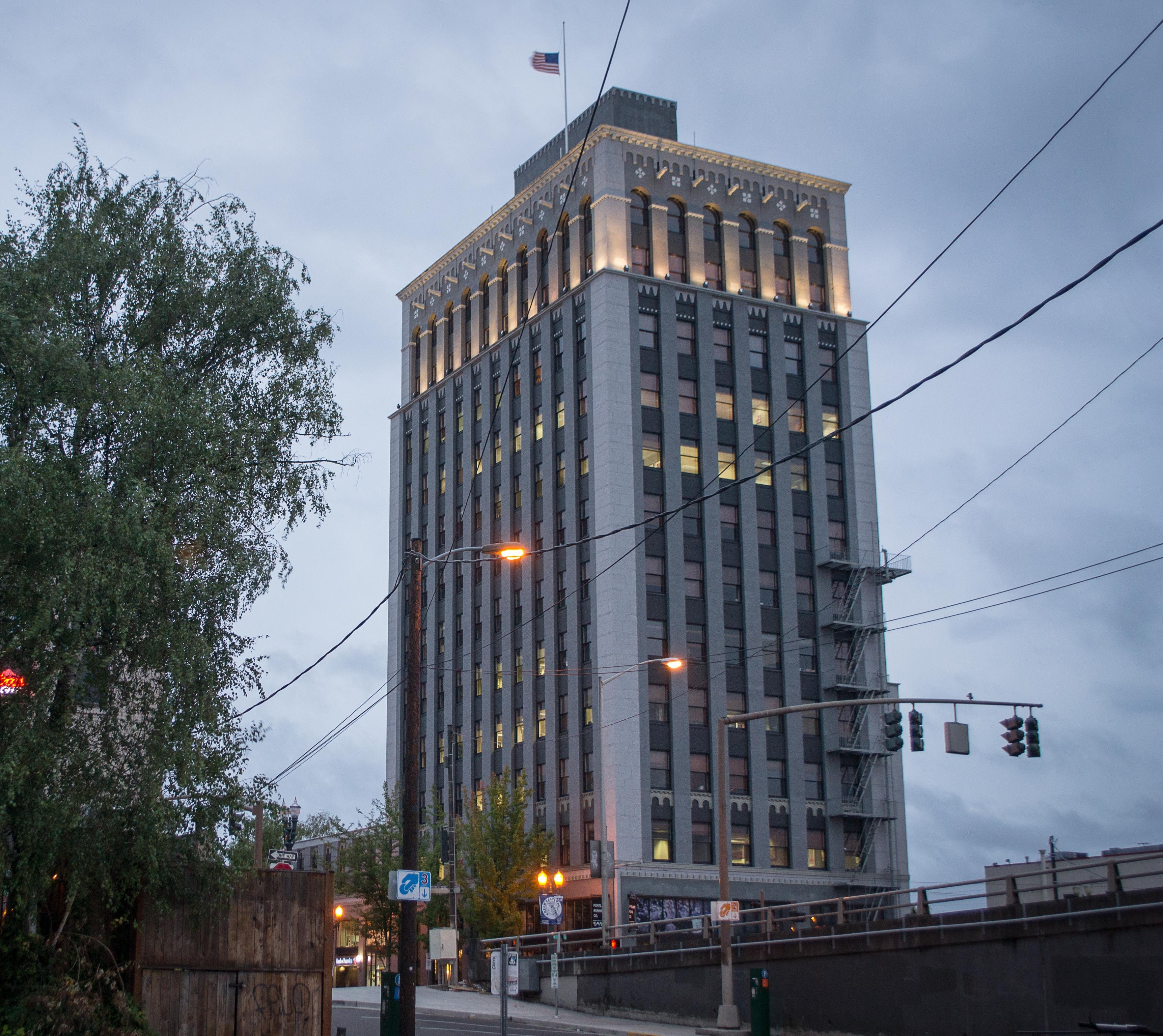
Al atardecer en 2013